# Anne Becker
Anne Becker (* 8. Juni 1989) ist eine deutsche Ruderin. 
Becker war mit dem Achter 2006 Dritte bei den Junioren-Weltmeisterschaften. 2009 belegte sie zusammen mit ihrer Vereinskollegin von der HRV Böllberg v. 1884 u. Nelson v. 1874 Michaela Schmidt im Zweier ohne Steuerfrau den zweiten Platz bei den U23-Weltmeisterschaften. 2010 erreichte Becker mit dem Achter den vierten Platz bei den U23-Weltmeisterschaften. 2013 gewann Becker mit dem deutschen Frauenachter die Silbermedaille bei den Europameisterschaften in Sevilla, 2014 erhielt sie mit dem Achter die Bronzemedaille bei den Europameisterschaften in Belgrad. 